# Scythian Nunatak
Scythian Nunatak är en nunatak i Antarktis. Den ligger i Östantarktis. Australien gör anspråk på området. Toppen på Scythian Nunatak är 1 851 meter över havet.
Terrängen runt Scythian Nunatak är huvudsakligen kuperad, men västerut är den platt. Trakten är glest befolkad. Närmaste befolkade plats är Odell Glacier Station, 10,6 kilometer nordost om Scythian Nunatak.